# Оамисирасато
Оамисирасато (яп. 大網白里市 О:амисирасато-си) — город в Японии, находящийся в префектуре Тиба. Площадь города составляет 58,06 км², население — 49 502 человека (1 августа 2014), плотность населения — 852,60 чел./км².

## Географическое положение
Город расположен на острове Хонсю в префектуре Тиба региона Канто. С ним граничат города Тиба, Тогане, Мобара и посёлки Кудзюкури, Сирако.

## Население
Население города составляет 49 502 человека (1 августа 2014), а плотность — 852,60 чел./км². Изменение численности населения с 1980 по 2005 годы:
| 1980 | 25 802 чел. |  |
| 1985 | 29 460 чел. |  |
| 1990 | 33 833 чел. |  |
| 1995 | 42 363 чел. |  |
| 2000 | 47 036 чел. |  |
| 2005 | 49 548 чел. |  |

## Символика
Деревом города считается османтус, цветком — космея.